# Unorthodox (Miniserie)
Unorthodox ist eine deutsche vierteilige Netflix-Miniserie aus dem Jahr 2020. Erzählt wird darin die Geschichte einer jungen Frau, die die ultra-orthodoxe jüdische Religionsgemeinschaft der Satmarer Chassiden in New York City verlässt und ein neues Leben in Berlin anfängt.
Die in den Vereinigten Staaten spielenden Szenen basieren lose auf dem 2012 erschienenen Buch Unorthodox von Deborah Feldman, in dem sie Erlebnisse ihrer Kindheit und Jugend beschreibt. Der Handlungsstrang in Berlin ist hingegen fiktiv. Laut Showrunnerin Anna Winger sollte „Esthers Leben in Berlin sich sehr stark von Deborahs Leben in Berlin unterscheiden“.

## Handlung
Die 19-jährige Esther „Esty“ Shapiro (geborene Schwartz) lebt im New Yorker Stadtteil Williamsburg in Brooklyn. Sie gehört der ultra-orthodoxen Religionsgemeinschaft der Satmarer Chassiden an und wächst bei ihrer Großmutter, einer Holocaust-Überlebenden aus Ungarn, auf. Esty geht auf Wunsch der Gemeinschaft eine arrangierte Ehe mit Yakov „Yanky“ Shapiro ein.
Die Ehe verläuft unglücklich, da das Paar sexuelle Probleme hat und Esther wegen anhaltender Schmerzen beim Geschlechtsverkehr nicht schwanger wird, so wie es von ihr erwartet wird. Ihr Mann Yakov möchte auf Druck der Familie die Scheidung, nicht wissend, dass Esther inzwischen doch ein Kind erwartet. An einem Sabbat verlässt Esther heimlich das Haus, um nach Berlin zu fliegen. Dort lebt ihre Mutter, die die Satmar-Gemeinschaft und somit auch ihr Kind schon früh verlassen hat und nun ein selbstbestimmtes Leben als lesbische Frau führt. In Berlin lernt Esther eine Gruppe Musikstudenten aus verschiedenen Ländern kennen und freundet sich mit ihnen an.
Während Esther in Berlin neue Freiheiten wie das Schwimmen im Wannsee und das Ausgehen für sich entdeckt, planen ihr Mann Yakov und dessen Cousin Moische, die ebenfalls nach Berlin fliegen, sie zurückzuholen. Esther erfährt von ihrer Mutter, dass diese sie nicht verlassen hat, wie Esther dachte, sondern ihr vor Gericht das Sorgerecht entzogen wurde. Außerdem versucht Esther, an der Musikakademie ihrer Freunde aufgenommen zu werden. Sie wollte zunächst im Fach Klavier antreten, entscheidet sich dann aber für das Singen.

## Produktion
Showrunnerin der Serie ist Anna Winger, welche die Serie gemeinsam mit Henning Kamm als erste Produktion ihrer Firma Studio Airlift umsetzte. Produzentin war Alexa Karolinski.
Gedreht wurde die Serie im Sommer 2019 fast nur in Berlin. Nur für einige wenige Außenszenen reiste das Team für drei Tage in die USA. Alle Innenaufnahmen wurden in den CCC Studios auf Eiswerder in Spandau, einem Pfarrhaus in Reinickendorf und einem palästinensischen Festsaal in Moabit gefilmt. Als Kulisse der Musikhochschule diente das Musikinstrumentenmuseum am Kulturforum.  Die fiktive Musikakademie in Unorthodox ist von der Barenboim-Said-Akademie in Berlin inspiriert.

## Besetzung und Synchronisation
Die deutschsprachige Synchronisation entstand bei der VSI Berlin GmbH.  Verfasserin des Dialogbuchs war Marianne Groß, als Dialogregisseurin war Sabine Falkenberg tätig.
| Rolle                    | Darsteller        | Synchronsprecher   |
| ------------------------ | ----------------- | ------------------ |
| Esther „Esty“ Shapiro    | Shira Haas        | Magdalena Höfner   |
| Yakov „Yanky“ Shapiro    | Amit Rahav        | Sebastian Kaufmane |
| Moishe Lefkovitch        | Jeff Wilbusch     | Jeff Wilbusch      |
| Leah Mandelbaum Schwartz | Alex Reid         | Janin Stenzel      |
| Malka Schwartz           | Ronit Asheri      | Susanne Szell      |
| Miriam Shapiro           | Delia Mayer       |                    |
| Zeidy                    | David Mandelbaum  |                    |
| Reb Yossele              | Eli Rosen         |                    |
| Robert                   | Aaron Altaras     | Aaron Altaras      |
| Yael Roubeni             | Tamar Amit-Joseph | Ana Purwa          |
| Dasia                    | Safinaz Sattar    | Safinaz Sattar     |
| Axmed                    | Langston Uibel    | Langston Uibel     |

## Rezeption
Jan Kedves von der Zeit beschreibt Unorthodox als eine „spannende Ermächtigungsgeschichte“ und lobt insbesondere die dramaturgischen Kniffe des Drehbuchs, das sehr von der Romanvorlage abweiche.
Jenni Zylka schreibt in der taz: „Neben dem klassischen Motiv der Befreiung einer unterdrückten Seele gewährt Unorthodox authentischen Einblick in eine hermetische Welt, die für die darin lebenden Frauen noch kleiner und enger ist als für Männer.“
Volker Weidermann vom Spiegel lobt besonders die Hauptdarstellerin Shira Haas: „Diese Esty wird von der israelischen Schauspielerin Shira Haas so eindrucksvoll zwischen Zerbrechlichkeit und Kampfesmut, zarter Durchsichtigkeit und Boxbereitschaft gespielt, dass es einen immer wieder umhaut.“
Der Historiker Michael Wolffsohn kritisiert in einem Artikel in der Frankfurter Allgemeinen Zeitung, der Film bediene antijüdische Stereotype: „Da die meisten Zuschauer von Unorthodox wahrscheinlich das Judentum noch weniger kennen als Christentum und Islam, werden sie daraus fehlschließen, ‚das Judentum‘ verdamme Fleischeslust. So wird ‚Aufklärung‘ in Fehlinformation verwandelt und ‚das‘ Judentum als frauenfeindlich stigmatisiert.“ So werde „Perversion der Religion als vermeintlich allgemeine Normalität der Religiosität dargeboten“.
Alan Posener verriss die Miniserie in der Welt als „Feelgood-Movie für Berliner Hipster und solche, die es gerne wären“. Durch die Darstellung von Esthers Onkel als gieriger Miethai würden antisemitische Klischees bedient. Außerdem sei es angesichts antisemitischer Übergriffe in Berlin nicht akzeptabel, die Stadt als Refugium für Juden darzustellen. „Kein Berliner kann die Banalisierung, Verharmlosung, Verklärung und Verkitschung der Stadt gutheißen.“
Frieda Vizel, die selbst in einer Satmarer Familie aufwuchs und als Reiseführerin Besucher durch das chassidische Brooklyn nimmt, kritisierte in einem Artikel für The Forward, dass die Serie insgesamt ein falsches Bild der Satmarer Gemeinde vermittle.

## Auszeichnungen
- 2020: Primetime Emmy Award für die beste Regie für Maria Schrader, sowie sieben weitere Nominierungen[14]
- 2020: Deutscher Fernsehpreis für die beste Ausstattung – Szenenbild und/oder Kostüm, sowie zwei weitere Nominierungen[14]
- 2021: Grimme-Preis[15]
- 2021: Romy in den Kategorien Beste Serie TV/Stream und Beste Regie TV/Stream[16]